# Jean-Baptiste de Tillier

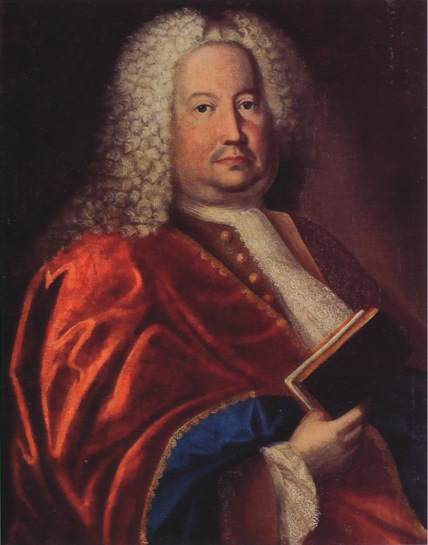
Jean-Baptiste de Tillier

Jean-Baptiste de Tillier (* 24. Juni 1678 in Aosta; † 11. März 1744 ebenda) war ein Staatsbeamter und Historiker des Herzogtums Aosta.

## Leben
Jean-Baptiste de Tillier stammte aus einer adeligen Familie des Aostatals. Sein Vater war Jean-Michel de Tillier von Fénis, Richter in Quart, seine Mutter Anne-Marie Derriard, Tochter des Vogteileutnants Sulpice Derriard in Aosta. Er besuchte die Mittelschule in Aosta und studierte in Savoyen und Valence, wo er das Anwaltspatent erhielt.
Im Jahr 1700 wurde er als Nachfolger seines verstorbenen Onkels Eugène-Gaspard de Tillier Staatssekretär des Herzogtums Aosta. 1743 wurde sein ältester Sohn François-Antoine-Gaspard de Tillier zu seinem Stellvertreter und Nachfolger ernannt.
Er war seit 1702 mit Claudine-Juliane de La Chériette verheiratet, die 1712 verstarb, und in zweiter Ehe seit 1722 mit Suzanne-Françoise Sarriod.

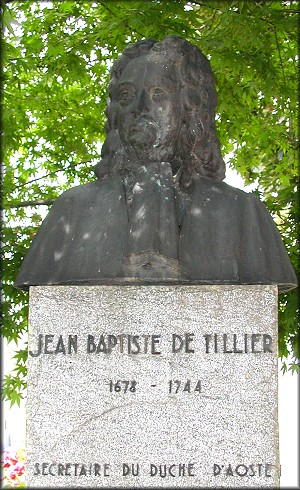
Denkmal für Jean-Baptiste de Tillier auf dem Platz Albert Deffeyes vor dem Gebäude des Regionalrats der autonomen Region Aostatal, in Aosta.

## Der Historiker
Jean-Baptiste de Tillier ist als früher Historiker des Aostatals aufgetreten. Mit seinen Schriften suchte er die besondere staatsrechtliche Position des Aostatals zu untermauern und gegen die damaligen Zentralisierungstendenzen der sardinisch-königlichen Verwaltung in Turin abzugrenzen. Er publizierte zahlreiche historische Quellen aus den regionalen Archiven und überlieferte dadurch viele Informationen auch aus Dokumenten, die heute nicht vorhanden sind. Die Bände der Recueil des lettres enthalten die wichtigsten Akten der Korrespondenz der Landesregierung vom 16. bis zum frühen 18. Jahrhundert. Mit den Bänden Recueil ou dissertation historique et géographique sur la Vallée et Duché d’Aoste, Traité historique des maisons et familles du Duche d’Aoste und Chronologies des évêques, prévôts, archidiacres, gouverneurs du Duché d’Aoste, vi-baillifs, syndics d’Aoste jusqu’au XVIIIe siècle begründete Tillier die kritische und wissenschaftliche Geschichtsschreibung im Herzogtum Aosta.
Tilliers Sammelschrift mit den historischen Freiheitsbriefen und Privilegien – den franchises – des Aostatals und der Gemeinden erregte ganz besonders den Unmut der königlichen Zentralverwaltung. Joseph-Gabriel Rivolin zitiert nach François-Gabriel Frutaz aus einer bemerkenswerten Note des Generalprokurators Jean-François Maistre von 1747 an die Regierung von Aosta mit der Aufforderung, die aus der Sicht der Turiner Staatsräson schädliche Schrift aus dem Verkehr zu ziehen: «Le manuscrit de M. de Tillier, contenant l’histoire de la Vallée d’Aoste, est propre à fomenter l’esprit d’indépendance parmi ces populations. Il n’est donc pas convenable de le laisser lire, et pour cela faites disparaître le plus possible toutes les copies de ce manuscrit.» Wie Rivolin betont, sind die Bücher des Historikers Jean-Baptiste de Tillier mit ihren verschiedenen Neuauflagen eine Basis für das regionale Selbstbewusstsein und die Autonomiebestrebungen im Aostatals in den folgenden Jahrhunderten geworden.
Die Werke Jean-Baptiste de Tilliers sind in französischer Sprache verfasst, die seit 1561 im Aostatal die offizielle Landessprache war.
Eine Strasse in der Altstadt von Aosta und ein Studienzentrum für Geschichte in der Stadt sind nach dem Politiker und Historiker benannt.

## Schriften
- Inventaire des Archives du Duché d’Aoste. 1719.
- Recueils de franchises. Drei Bände, 1725 bis 1734.
- Recueil des lettres. 1730 bis 1733.
- Recueil des infeudations. 1728.
- Recueil d’instruction. 1730.
- Recueil des conseils généraux. 1736.
- Registres des suppliques.
- Recueil ou dissertation historique et géographique sur la Vallée et Duché d’Aoste. 1742.
- Traité historique des maisons et familles du Duche d’Aoste. Neuausgabe 1970.
- Chronologies des évêques, prévôts, archidiacres, gouverneurs du Duché d’Aoste, vi-baillifs, syndics d’Aoste jusqu’au XVIIIe siècle.